# Ángel Patrick
Ángel Rogelio Patrick Garth (sinh ngày 27 tháng 2 năm 1992) là một cầu thủ bóng đá người Panama.

## Sự nghiệp câu lạc bộ
Patrick chơi bóng cho cho Árabe Unido.

## Sự nghiệp quốc tế
Patrick có trận đấu đầu tiên trước Nicaragua ở Cúp bóng đá Trung Mỹ 2014 nơi anh vào sân từ ghế dự bị. Anh được triệu tập tham dự Cúp Vàng CONCACAF 2015 để thay thế cho Roberto Chen.